# American Association of Engineering Societies
A American Association of Engineering Societies (em português:  Associação das Sociedades de Engenharia dos Estados Unidos) é uma organização guarda-chuva das sociedades de engenharia dos Estados Unidos, fundada por um grupo de 43 sociedades em 1979. Após uma série de disputas, e uma mudança de foco na metade da década de 1980 de porta-voz das sociedades para coordenação entre as sociedades membro, o número de seus membros foi reduzido para 22 sociedades em 1993, e 17 sociedades em 2015.

## Prêmios
- Medalha John Fritz